# Бел Отеро
Каролина Августина Карасон (Фуенте Валга, 4. новембар 1868 — Ница, 12. април 1965) била је шпанска плесачица, уметница и куртизана.

## Каријера
Каролина Августина Карасон рођена је новембра 1868. године у градићу Фуенте Валга у Шпанији, недалеко од Кадиса. У дванаест година је побегла од куће где је живела у сиромаштву. Обилазила је барове и ресторане где је за живот зарађивала игром. Преселила се у Париз где је име променила у Бел Отеро („лепа Отеро“). У Паризу је убрзо постала једна од најпознатијих плесачица. Говорило се да је за једну ноћ „дружења“ наплаћивала барем 10.000 долара. Тако је убрзо стекла велико богатство које јој је омогућило да живи лагодним животом, што је увек и желела. Бел Отеро је била у вези и са: британским краљем Едвардом VΙΙ, белгијским краљем Леополдом ΙΙ, немачким и руским царем, принцом Албертом од Монака, шпанским краљем Алфонсом, персијским шахом, француским политичарем Аристидом Бријаном, као и са црногорским краљем Николом Петровићем Његошом.

## Последње године и смрт
Остало је забележено да су због Бел Отеро барем шесторица мушкараца извршила самоубиство, а колико их је страдало у двобојима, не може се рећи. Каријера Бел Отеро трајала је од 1890. до 1914. године када је, због избијања Првог светског рата, одлучила да напусти позорницу. Преселила се на југ Француске, у Ницу. Неколико пута обилазила је савезничку војску на Западном фронту. Прекинувши са животом на позорници, Бел Отеро се одала коцки. Тако је брзо изгубила сво богатство које је стекла. Последње године провела је у сиромаштву. Умрла је 1965. године у 97. години живота. 